# دنیا آقایی
دنیا آقایی (زاده ‎۲۲ اردیبهشت ۱۳۷۳) کوراش‌کار و جودوکار زن اهل ایران است.
وی در بازی‌های آسیایی ۲۰۲۲ موفق به کسب مدال نقره وزن ۷۰ کیلوگرم زنان شده‌است.